# Delfin arabski
Delfin arabski (Delphinus capensis tropicalis) – podgatunek delfina długopyskiego, ssaka z rodziny delfinowatych (Delphinidae), opisany przez van Bree w 1971 roku w randze gatunku. Pozycja taksonomiczna gatunku została zakwestionowana badaniami Jeffersona i Van Waerebeeka, którzy uznali, że jest to podgatunek delfina długopyskiego.

## Występowanie
Występuje w Morzu Arabskim, Zatoce Perskiej oraz w Morzu Południowochińskim.